# Bozrah
Bozrah és una població dels Estats Units a l'estat de Connecticut. Segons el cens del 2005 tenia 2.445 habitants.

## Demografia
Segons el cens del 2000, Bozrah tenia 2.357 habitants, 883 habitatges, i 662 famílies. La densitat de població era de 45,6 habitants per km².
Dels 883 habitatges en un 32,6% hi vivien nens de menys de 18 anys, en un 62,6% hi vivien parelles casades, en un 7,4% dones solteres, i en un 25% no eren unitats familiars. En el 19,6% dels habitatges hi vivien persones soles el 6,3% de les quals corresponia a persones de 65 anys o més que vivien soles. El nombre mitjà de persones vivint en cada habitatge era de 2,64 i el nombre mitjà de persones que vivien en cada família era de 3,03.
Per edats la població es repartia de la següent manera: un 23,5% tenia menys de 18 anys, un 5,9% entre 18 i 24, un 30,1% entre 25 i 44, un 26,5% de 45 a 60 i un 14% 65 anys o més.
L'edat mediana era de 40 anys. Per cada 100 dones de 18 o més anys hi havia 101,6 homes.
La renda mediana per habitatge era de 57.059 $ i la renda mediana per família de 65.481 $. Els homes tenien una renda mediana de 45.291 $ mentre que les dones 27.361 $. La renda per capita de la població era de 26.569 $. Aproximadament el 2,2% de les famílies i el 3,7% de la població estaven per davall del llindar de pobresa.